# Diloba funesta
Diloba funesta là một loài bướm đêm trong họ Noctuidae.